# The Rise of Chaos
The Rise of Chaos – piętnasty album studyjny niemieckiego zespołu heavymetalowego Accept wydany 4 sierpnia 2017 roku przez Nuclear Blast Records. Jest to pierwszy album studyjny po odejściu Stefana Schwarzmanna i Hermana Franka i pierwszy z udziałem Uwe Lulisa i Christophera Williamsa. Jest to również ostatni album z udziałem oryginalnego basisty Petera Baltesa.

## Lista utworów
1. "Die by the Sword" - 5:00
2. "Hole in the Head" - 4:01
3. "The Rise of Chaos" - 5:16
4. "Koolaid" - 4:58
5. "No Regrests" 4:20
6. "Analog Man" - 4:10
7. "What's Done Is Done" - 4:08
8. "Worlds Colliding" - 4:28
9. "Carry the Weight" - 4:33
10. "Race to Extinction" - 5:24

## Twórcy
- Mark Tornillo - Wokal
- Wolf Hoffmann - Gitara
- Uwe Lulis - Gitara
- Peter Baltes - Gitara Basowa
- Christopher Williams - Perkusja